# La Chapelle-des-Fougeretz
Pour les articles homonymes, voir La Chapelle.
La Chapelle-des-Fougeretz [la ʃapɛl de fuʒʁɛ] est une commune française située dans le département d'Ille-et-Vilaine, en région Bretagne.
Appartenant à Rennes Métropole, et peuplée de 4 603 habitants, cette ville se situe à l'est de la Bretagne, dans la deuxième couronne Rennaise.
Ses habitants sont appelés les Chapellois et les Chapelloise.

## Géographie

### Localisation
La commune de La Chapelle-des-Fougeretz est située en Ille-et-Vilaine dans la région Bretagne, sur l'ancienne route de Saint-Malo (actuellement route du Meuble) à 6 km au nord de Rennes. Couvrant une superficie de 871 hectares, la commune est située sur un plateau oscillant entre 41 et 95 mètres d'altitude. La Chapelle-des-Fougeretz est limitrophe de Montgermont au sud, Pacé à l'ouest, Saint-Grégoire à l'est, Melesse au nord-est et La Mézière au nord.

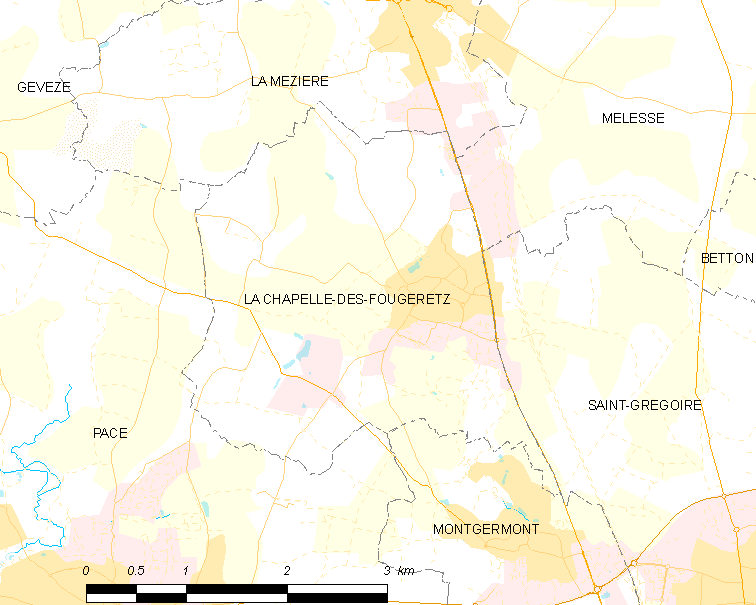
Carte de La Chapelle-des-Fougeretz.

La commune fait partie de Rennes Métropole.
|      | La Mézière                | Melesse        |
| Pacé | La Chapelle-des-Fougeretz | Saint-Grégoire |
|      | Montgermont               |                |

### Transports
La commune est raccordée à la RD 137 (ex RN 137), 4 voies entre Rennes et Saint Malo, par l'échangeur de La Brosse (fin des travaux fin 2010).
La commune est accessible par l'ancienne Route de Saint Malo, D 637.
La commune est desservie par les bus du réseau service des transports en commun de l'agglomération rennaise (STAR) de Rennes Métropole via les lignes 52 (centre-ville) et 68 (Quartier de la Brosse).

### Hydrographie
Pour un article plus général, voir Réseau hydrographique d'Ille-et-Vilaine.
La commune est située dans le bassin Loire-Bretagne. Elle est drainée par le Champalaune, le ruisseau de Champalaune,,.

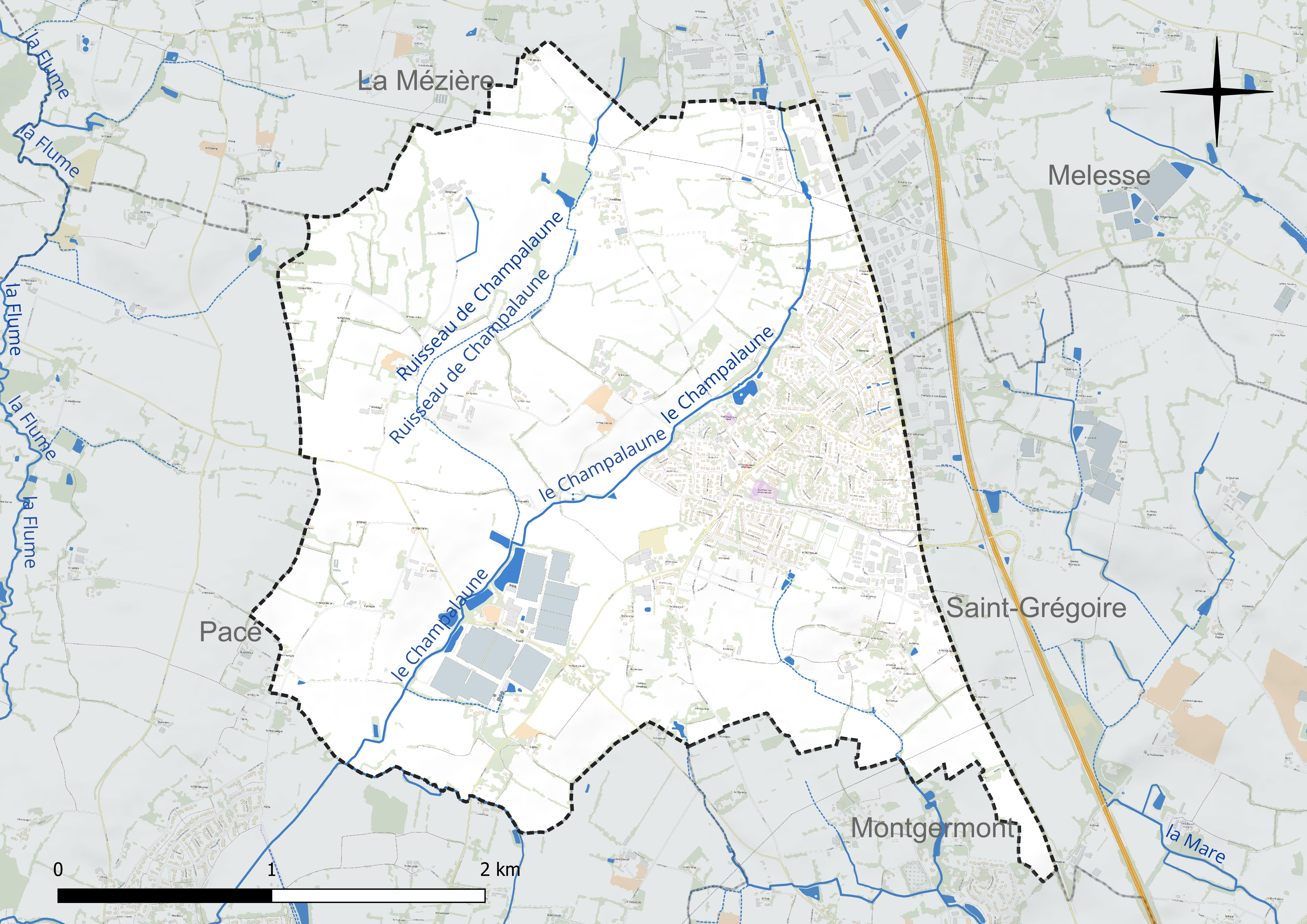
Réseau hydrographique de la La Chapelle-des-Fougeretz.

### Climat
Pour des articles plus généraux, voir Climat de la Bretagne et Climat d'Ille-et-Vilaine.
En 2010, le climat de la commune est de type climat océanique altéré, selon une étude du CNRS s'appuyant sur une série de données couvrant la période 1971-2000. En 2020, Météo-France publie une typologie des climats de la France métropolitaine dans laquelle la commune est exposée à un climat océanique et est dans la région climatique  Bretagne orientale et méridionale, Pays nantais, Vendée, caractérisée par une faible pluviométrie en été et une bonne insolation. Parallèlement l'observatoire de l'environnement en Bretagne publie en 2020 un zonage climatique de la région Bretagne, s'appuyant sur des données de Météo-France de 2009. La commune est, selon ce zonage, dans la zone « Intérieur Est », avec des hivers frais, des étés chauds et des pluies modérées.
Pour la période 1971-2000, la température annuelle moyenne est de 11,3 °C, avec une amplitude thermique annuelle de 13,1 °C. Le cumul annuel moyen de précipitations est de 723 mm, avec 11,9 jours de précipitations en janvier et 6,9 jours en juillet. Pour la période 1991-2020, la température moyenne annuelle observée sur la station météorologique la plus proche, située sur la commune du Rheu à 10 km à vol d'oiseau, est de 12,2 °C et le cumul annuel moyen de précipitations est de 720,4 mm,. Pour l'avenir, les paramètres climatiques de la commune estimés pour 2050 selon différents scénarios d'émission de gaz à effet de serre sont consultables sur un site dédié publié par Météo-France en novembre 2022.

## Urbanisme

### Typologie
Au 1er janvier 2024, La Chapelle-des-Fougeretz est catégorisée bourg rural, selon la nouvelle grille communale de densité à sept niveaux définie par l'Insee en 2022.
Elle appartient à l'unité urbaine de Rennes, une agglomération intra-départementale regroupant 16  communes, dont elle est une commune de la banlieue,,. Par ailleurs la commune fait partie de l'aire d'attraction de Rennes, dont elle est une commune de la couronne,. Cette aire, qui regroupe 183 communes, est catégorisée dans les aires de 700 000 habitants ou plus (hors Paris),.

### Occupation des sols
L'occupation des sols de la commune, telle qu'elle ressort de la base de données européenne d'occupation biophysique des sols Corine Land Cover (CLC), est marquée par l'importance des territoires agricoles (76,1 % en 2018), en diminution par rapport à 1990 (84,3 %). La répartition détaillée en 2018 est la suivante : 
zones agricoles hétérogènes (38,4 %), terres arables (37,7 %), zones industrielles ou commerciales et réseaux de communication (13,1 %), zones urbanisées (10,9 %). L'évolution de l'occupation des sols de la commune et de ses infrastructures peut être observée sur les différentes représentations cartographiques du territoire : la carte de Cassini (XVIIIe siècle), la carte d'état-major (1820-1866) et les cartes ou photos aériennes de l'IGN pour la période actuelle (1950 à aujourd'hui).

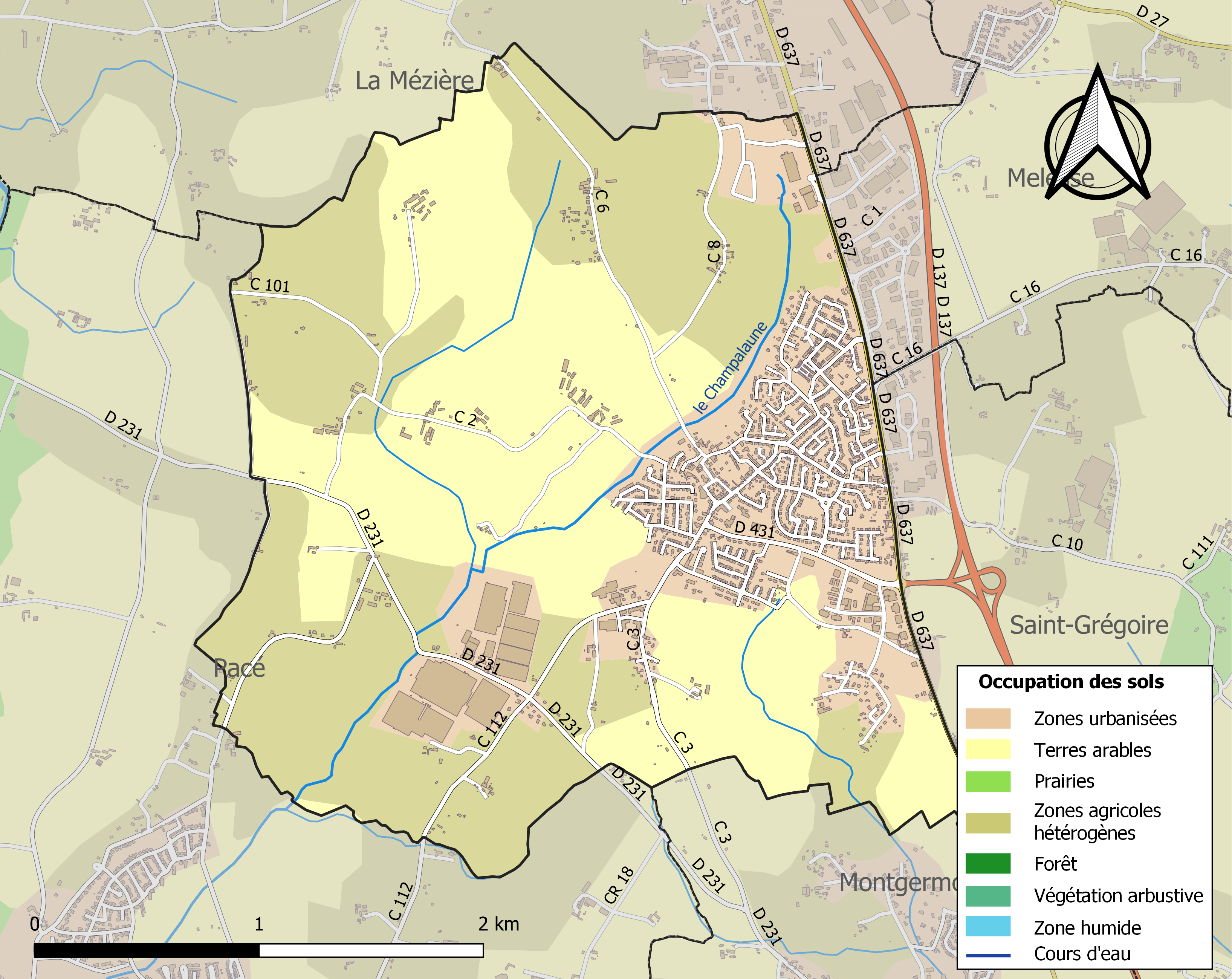
Carte des infrastructures et de l'occupation des sols de la commune en 2018 (CLC).

### Logement
Le tableau ci-dessous présente une comparaison de quelques indicateurs chiffrés du logement pour La Chapelle-des-Fougeretz et l'ensemble de l'Ille-et-Vilaine en 2017,.
|                                                                  | La Chapelle-des-Fougeretz | Ille-et-Vilaine |
| ---------------------------------------------------------------- | ------------------------- | --------------- |
| Parc immobilier total (en nombre d'habitations)                  | 2 020                     | 546 440         |
| Part des résidences principales (en %)                           | 95,0                      | 86,2            |
| Part des résidences secondaires et logements occasionnels (en %) | 0,6                       | 6,9             |
| Part des logements vacants (en %)                                | 4,4                       | 6,9             |
| Part des ménages propriétaires de leur logement (en %)           | 66,8                      | 59,8            |

### Planification de l'aménagement
La Chapelle-des-Fougeretz dispose d'un plan local d'urbanisme intercommunal approuvé par délibération du conseil métropolitain du 19 décembre 2019. Il divise l'espace des 43 communes de Rennes Métropole en zones urbaines, agricoles ou naturelles.

### Projets d'aménagements
Secteur Sud de la commune est en cours d'aménagement par Giboire et Launay, depuis 2020. Les premières maisons sont livrées en 2023.
densification du centre bourg. Plusieurs immeubles sont livrés depuis 2021.
transformation d'ancien zone artisanale sur la route de Pacé et construction d'un ensemble d'immeubles.
Création d'un Pôle socioculturel à proximité de l'étang du Matelon. Concours d'architecte initié en par la majorité municipale en 2018, ayant désigné l'agence Guinée-Potin comme lauréat.

## Toponymie
Le nom de la localité est attesté sous la forme La Chapelle des Fougerois en 1397.
Fougeretz est issu de Filgerii, Filgeria ou Filgerarium[Information douteuse] (« lieu où croissent les fougères »)[source insuffisante].
En gallo, le nom s'écrit La Chapèll-dez-Foujeràe.
La forme bretonne proposée par l'Office public de la langue bretonne est Chapel-Felgeriz.
Le gentilé est Chapellois.

## Histoire

### Antiquité

#### Sanctuaire gallo-romain
La Chapelle-des-Fougeretz est connue au sein de la communauté scientifique, dans la littérature grise, comme un site à fort potentiel. De nombreux débris de poteries se trouvent facilement dans les couches superficielles de la commune.
En 1984, le site du sanctuaire gallo-romain avait été identifié par des survols et photographies aériennes. Des sondages avaient eu lieu, mais le site n'a jamais fouillé de manière exhaustive.
Les fouilles archéologiques initiées en mars 2022 par l'INRAP mettent en évidence l'existence d'un important sanctuaire gallo-romain ayant fonctionné du Ier siècle av. J.-C. au IVe siècle apr. J.-C.
Plusieurs urnes datées de la fin du premier âge du Fer (-500 avant J.-C.) ont été retrouvées sur le site. Le site aurait été occupé avant la conquête et l'assimilation de la Gaule par l'empire Romain.

##### Implantation géographique
Positionné sur une hauteur, à 10 km à peine de Condate, le sanctuaire, d'une surface de 7 hectares, était visible de très loin. À l'ouest, il domine la vallée de la Flume, au sud le bassin de Rennes et à l'Est la grande voie romaine qui relie Condate (Rennes) à Corseul et Aleth (Saint-Malo).

##### Description
Si son implantation montre l'importance qu'il occupe dans l'organisation de la vie antique, sa découverte renseigne sur la manière dont les populations celtes locales, les Riedones, intègrent progressivement les pratiques religieuses et sociales romaines.

###### Sanctuaire
Le sanctuaire aurait été fondé après la conquête de la Gaule en 52 avant J.-C. par les armées de César, et fonctionne durant au moins cinq siècles, jusqu'au IVe siècle de notre ère.
Une galerie à colonnades enferme un espace carré qui contient deux temples de type fanum. Parmi le mobilier retrouvé lors de cette fouille figure une statuette à l'effigie de Mars, laissant supposer que l'un des temples était consacré à cette divinité.
Autre objet sacré mis au jour, une remarquable coupe en bronze présente un décor à la thématique jupitérienne (aigle et foudre figurés sur les deux anses).
Le volume d'objets découverts étant important et la nature de ceux-ci très variée, cela montre une fréquentation régulière sur une longue période.
Le site contient plusieurs puits pour les dépôts d'offrandes qui ont été fouillés, notamment des épées
Contrairement aux dépôts celtes où les armes sont volontairement rendues inutilisables, la dizaine d'épées mises au jour a la particularité d'être préservées intactes mais cependant, dont l'origine reste à préciser.

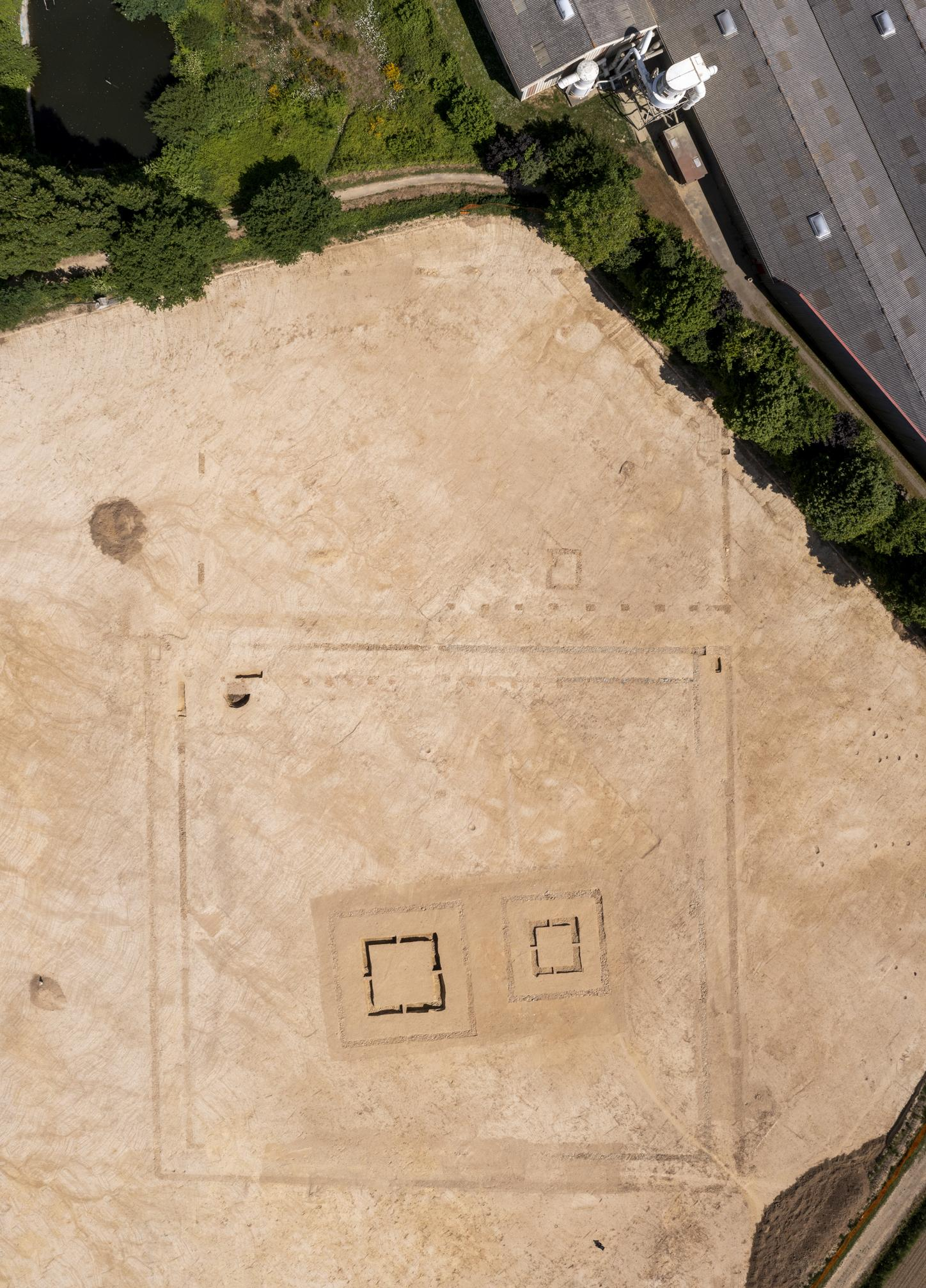
Sanctuaire Gallo Romain et le double temple

###### Thermes
Non loin de là, les vestiges d'un thermes romains sont mis au jour ; d'une surface de 120 m2, ils se caractérisent par la présence d'une pièce chauffée par un système d'hypocauste.
L'édifice est constitué de cinq pièces et présente un parcours thermal classique: le baigneur accédait au bâtiment depuis une galerie qui servait de vestiaire (apodyterium). Une fois dévêtu, il se dirigeait vers les salles chauffées.
Il pénétrait d'abord dans une pièce tiède (tepidarium) afin de réaliser un nettoyage corporel puis accédait ensuite à la salle chaude (caldarium) où la température permettait la sudation.
Le parcours se terminait par une pièce froide équipée d'un bassin dans lequel le baigneur subissait un choc thermique destiné à raffermir la peau. Les bains étaient alimentés en eau par un puits situé à quelques mètres.

###### Zone d'habitation
Un ensemble de constructions, en contrebas du sanctuaire, à proximité du ruisseau, est interprété comme le village destiné au logement du personnel chargé du service du sanctuaire.

###### Nécropole de l'Antiquité tardive
Une nécropole, datant du IVe ou début du Ve siècle, avec une quarantaine de fosses.
Le site du sanctuaire est destiné à la construction d'un lotissement.

### Époque moderne
Selon Dictionnaire historique et géographique de la province de Bretagne de 1778, par M. Jean-Baptiste Ogée (1728-1789), Ingénieur Géographe:
"La CHAPPELLE-DES-FOUGERAIS, ou SAINT-GREGOIRE, à 2 lieus au nord nord ouest de Rennes, son évéché et sa sub délégation. Cette paroisse, où l'on compte 700 communiants, a une haute justice, qui ressortit au piédestal de Rennes: La cure est en la présentation d'un chanoine de l'église cathédrale de la meme ville. Le Roi possède plusieurs fiefs dans ce territoire. C'est un pays plat, uni, & couvert d'arbres fruitiers : des grains de toutes espèces, de bons cidres, du beure excelent, des châtaignes, du lin, & des pâturages abondants, telles sont les richesses et les production du terroir de Saint-Grégoire; on y voit aussi quelques landes. Le Plessis-Beaucé, maison noble."
« la commune actuelle de La Chapelle-des-Fougeretz était, en 1400, trève de Saint-Grégoire, qui comptait, en outre, les chapelles fondées du Chêne-Macé, route de Melesse, de Launaye, attenante à l'église, des Masselin, route d'Antrain : toutes trois sont détruites aujourd'hui [en 1853]. Les chapelles privées étaient celles du Chênay-Beauregard, de Launay-Legonidec, du Vivier, de la Robinardière et de la Saudraye ».

#### Chouannerie
Le 13 novembre 1793, lors de la Chouannerie, des soldats républicains massacrent 9 villageois du hameau des Quatre-Vents, dont 2 hommes, 3 femmes et 4 enfants, qui sont brûlés vifs dans leur habitation.

### LeXXesiècle

#### Les guerres duXXesiècle
Le monument aux morts, inauguré le 11 juin 1922, est érigé sur le parvis de l'église. Il porte les noms des 33 soldats de la commune morts pour la Patrie durant la 1ere guerre mondiale.

#### Seconde guerre mondiale
Le dimanche 8 août 1943, 12 bombardiers bimoteurs Douglas bomber A20 C Boston III A, Squadron 88 de la Royal Air Force, décollent de la base de Swanton Morley, Norwich, dans le comté de Norfolk.
Le bombardier codé BZ 296, bimoteur anglais (42-33051), code RH-H, s'envole avec trois jeunes soldats britanniques à bord :
- Sydney Oliver, Pilot Officer, radio, 23 ans,
- Walter Angus Patterson, Flying Officer, pilot, 20 ans.
- Leslie Charles Brown, Navigateur/Observateur, 22 ans

Les bombardiers embarquent tous dans leurs soutes le même chargement, soit quatre bombes MC (de moyenne capacité), de 500 Ib = 250 kg. TD (Time Delay 0.25 second). Bombe à retardement de 0.25 secondes.
Venant de l'Ouest, l'escadron avait pour objectif des dépôts de la Kriegsmarine, route de Lorient, à l'ouest de Rennes, ainsi que ligne de chemin de fer Rennes-Brest.
Le bombardier codé BZ 296 est touché par une batterie anti-aérienne allemande au niveau de l'aéroport de Rennes Saint-Jacques.
Le moteur de tribord et l'aile prennent feu, et, aussitôt le pilote ordonne d'abandonner l'avion.
Après avoir viré au Nord, au dessus de Rennes, l'avion se trouve aux alentours de Saint-Grégoire.
Leslie Charles Brown, se parachute dans un champ au lieu dit « Le bas Val » sur la commune de Saint-Gregoire, à l'Est de la commune de La Chapelle des Fougeretz, à proximité de la ferme de la famille Gabillard.
Le Douglas Anglais vient s'écraser dans un champ sur les hauteurs de la commune de La Chapelle-des-Fougeretz, à proximité de la ferme du Haut-Plessis.
Deux membres de l'équipage décèdent :
- Sydney Oliver, Pilot Officer, radio, 23 ans, tué dans le crash.
- Walter Angus Patterson, Flying Officer, pilot, 20 ans. Disparu.
Leslie Charles Brown, Navigateur/Observateur, troisième membre d'équipage ayant sauté juste avant le crash, a survécu. Il sera nourri par la famille Gabillard et se cache une nuit près du lieu dit "Le bas Val". Il lui a fallu trois mois pour traverser la France occupée. Il se rend en Espagne, passe par Barcelone et descend jusqu'à Gibraltar, d'où il prend un avion qui le ramène chez lui à Beverley (Yorkshire). Il se marie et aura 2 enfants. Il meurt en 1982.
Une stèle retrace la mémoire des trois aviateurs Anglais:

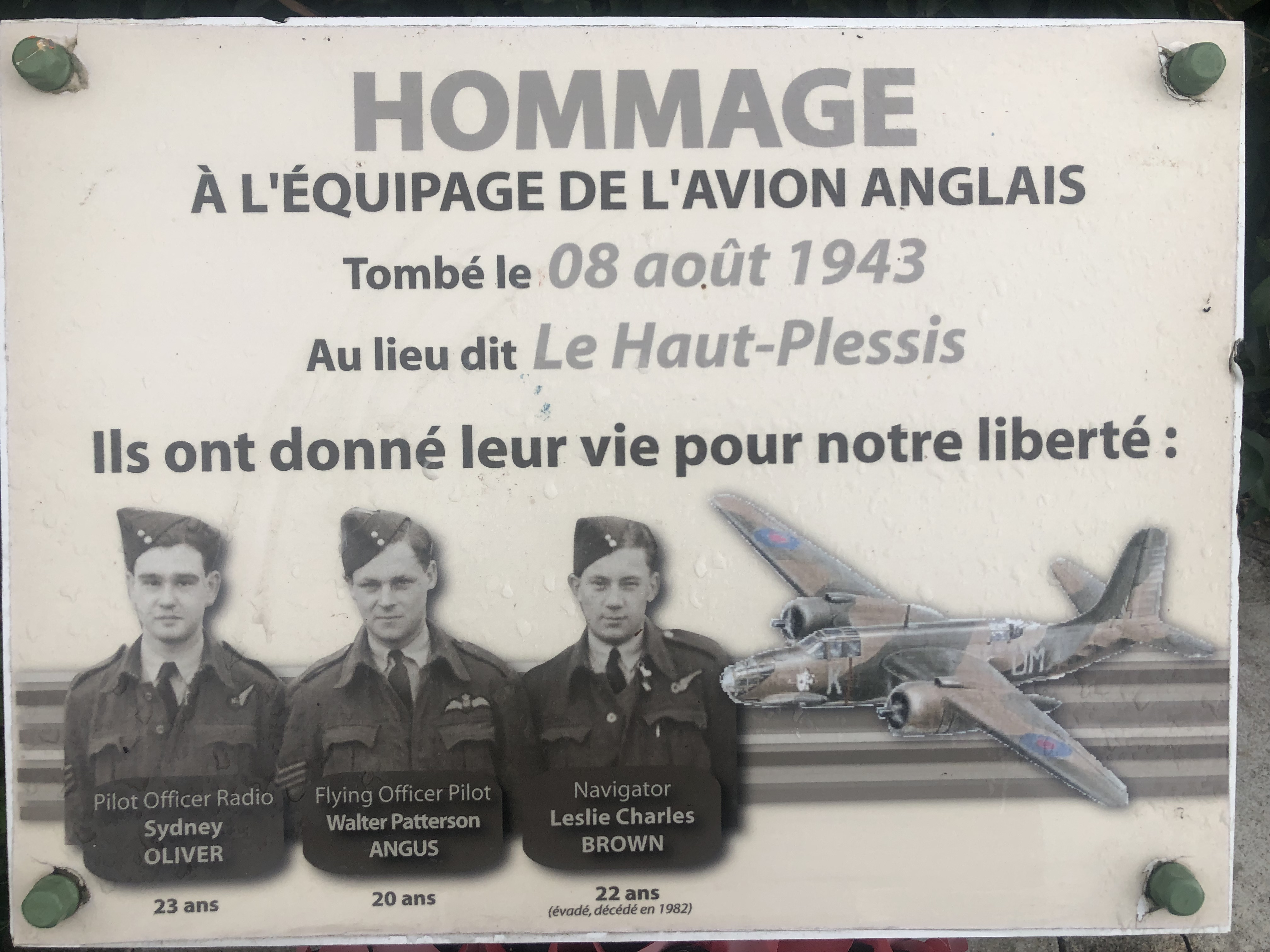
Stèle a la mémoire des 3 Aviateurs Anglais

## Politique et administration

### Rattachements administratifs et électoraux
La Chapelle-des-Fougeretz appartient à l'arrondissement de Rennes et au canton de Betton depuis sa création en 1991. Avant cette date, elle a successivement appartenu aux cantons suivants : Rennes-Nord-Est (1833-1973), Rennes-IV (1973-1985) et Rennes-Nord (1985-1991)
Sous la IIIe République, elle appartenait à la première circonscription de Rennes et de 1958 à 1986 à la 1re circonscription d'Ille-et-Vilaine (Rennes-Nord).
Pour les élections législatives, la commune fait partie de la deuxième circonscription d'Ille-et-Vilaine, représentée depuis Juillet 2024 par Tristan Lahais (NFP).
Sur le plan des institutions judiciaires, la commune relève du tribunal judiciaire (qui a remplacé le tribunal d'instance et le tribunal de grande instance le 1er janvier 2020), du tribunal pour enfants, du conseil de prud'hommes, du tribunal de commerce, de la cour d'appel et du tribunal administratif de Rennes et de la cour administrative d'appel de Nantes.

### Intercommunalité
La commune appartient à Rennes Métropole depuis sa création le 9 juillet 1970. La Chapelle-des-Fougeretz faisait alors partie des 27 communes fondatrices du District urbain de l'agglomération rennaise qui a pris sa dénomination actuelle le 1er janvier 2000. Par ailleurs, elle est membre du Syrenor (Syndicat de recherche et d'études du Nord-Ouest de Rennes), établissement public de coopération intercommunale créé en 1999, regroupant les communes de Clayes, Gévezé, Montgermont, Pacé, Parthenay-de-Bretagne, Saint-Gilles et Vezin-le-Coquet.
Enfin, La Chapelle-des-Fougeretz fait partie du Pays de Rennes.

### Administration municipale
Le nombre d'habitants au dernier recensement étant compris entre 3 500 et 4 999, le nombre de membres du conseil municipal est de 27.
Conseil municipal actuel
Les 27 sièges composant le conseil municipal ont été pourvus le 8 mai 2022 à l'issue du premier tour, celui-ci ayant été organisé dans un contexte particulier, lié à la pandémie de Covid-19. Actuellement, il est réparti comme suit :

### Liste des maires

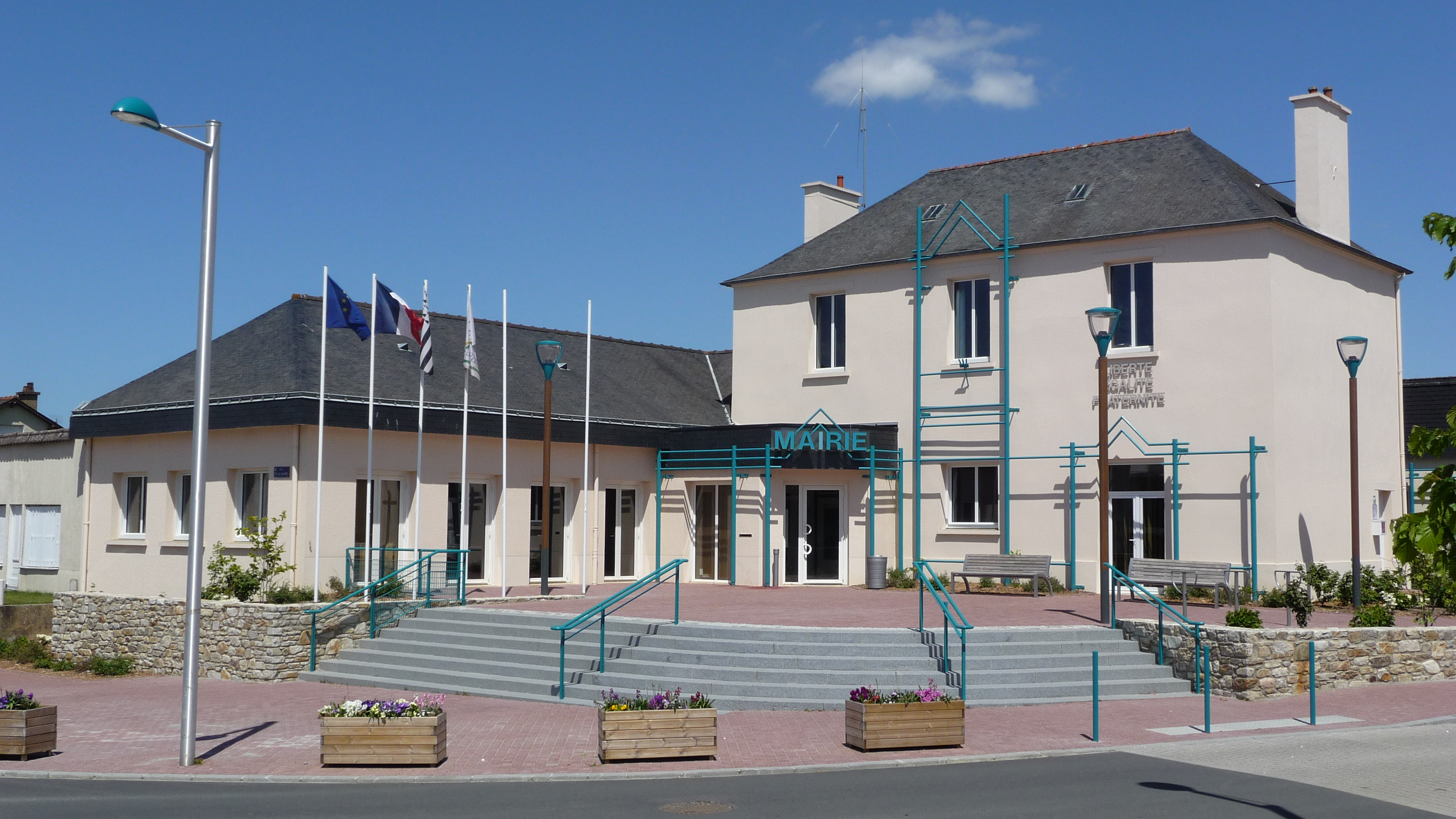
La mairie.

| Période                                  | Période        | Identité                | Étiquette   | Qualité |
| ---------------------------------------- | -------------- | ----------------------- | ----------- | --- |
| 18--                                     | 1888           | Gilles Neveu            |             | Notaire |
| 1888                                     | 1904           | Gilles Neveu            |             | Notaire |
| 1904                                     | 1908           | René Lefeuvre           |             | |
| 1908                                     | 1921           | François Lemarchand     |             | Agriculteur |
| 1921                                     | 1937           | Pierre-Marie Pautonnier | SFIO        | Agriculteur |
| mai 1937                                 | 1962           | Francis Gapihan         | Rad ind     | Agriculteur |
| 1962                                     | mars 1971      | Eugène Choux            | SFIO        | Agriculteur |
| mars 1971                                | mars 1983      | Georges Martinais       | PS          | Professeur des écoles |
| mars 1983                                | mars 2008      | Philippe Tourtelier     | PS          | Professeur de français agrégé Député de la 2e circonscription d'Ille-et-Vilaine (2002 → 2012) Conseiller général du canton de Betton (1994 → 2002) 1er vice-président de Rennes Métropole |
| mars 2008                                | mars 2014      | Gisèle Apétoh           | PS          | Retraitée de la fonction publique pénitentiaire 10e Vice-Présidente de Rennes Métropole (2008 → 2014)                                                                                     |
| mars 2014                                | 3 juillet 2020 | Jean-Yves Chiron        | DVD puis LR | Cadre dirigeant retraité |
| 3 juillet 2020                           | mai 2022       | Anne Le Floch           | PS          | Professeur des écoles. Directrice d'école publique 16e Vice-Présidente de Rennes Métropole (2020 → 2022)                                                                                  |
| mai 2022                                 | En cours       | Christèle Gasté         | DVD         | Fonctionnaire d'État - ministère des armées, ancienne Adjointe à la petite enfance (2014 → 2020)                                                                                          |
| Les données manquantes sont à compléter. |                |                         |             | |

## Budget municipal

### Endettement
La commune de la Chapelle des Fougeretz voit son endettement exploser entre les années 2000 et 2012.
L'annuité de la dette (remboursement du capital + intérêts) et charges financières (intérêts d'emprunts seuls) sont parmi les plus élevés de la strate départementale.
La municipalité souscrit des crédits toxiques à taux variables auprès de Dexia Crédit Local, indexés sur le Franc Suisse (CHF).
En 2007, avec la crise financière mondiale, et la crise du crédit, les intérêts d'emprunts a taux variables mettent les finances communales dans le rouge.
Le 29 Octobre 2008, un ensemble de crédit toxiques Dexia sont réaménagés en urgence par la municipalité.
Code et désignation : 2008115 - Réaménagement de la Dette
Montant : 1.447.470 €
Durée : 216 mois
Fréquence: Trimestriel
Taux d'intéret : 4,59% (fixe)
Echéance : Décembre 2026
Montant total des intérêts dus: 486.029 € 
D'autres crédits Dexia, jugés moins toxiques, sont conservés. Ils sont a taux variables, ou a taux révisable, indexés sur l'Euribor 3 mois, ou 12 mois. Ils maturent entre 2029 et 2034.
Endettement de la ville 2000-2022
|                                              | 2000  | 2001  | 2002  | 2003  | 2004  | 2005  | 2006  | 2007  | 2008  | 2009  | 2010  | 2011  | 2012  | 2013  | 2014  | 2015  | 2016  | 2017  | 2018  | 2019  | 2020  | 2021  | 2022  |
| Encours de dette en k€                       | 2 362 | 2 698 | 3 369 | 4 094 | 4 094 | 4 085 | 4 592 | 4 296 | 4 306 | 4 832 | 5 227 | 6 332 | 6 612 | 6 166 | 5 725 | 5 307 | 4 856 | 4 476 | 4 086 | 3 769 | 3 359 | 2 937 | 2 543 |
| Encours de dette par habitant en €/Hab       | 946   | 1 155 | 1 280 | 1 366 | 1 215 | 1 213 | 1 220 | 1 142 | 1 077 | 1 333 | 1 424 | 1 671 | 1 689 | 1 527 | 1 351 | 1 120 | 1 018 | 926   | 833   | 769   | 690   | 608   | 532   |
| Annuité en k€                                | 467   | 481   | 514   | 498   | 506   | 440   | 444   | 533   | 501   | 460   | 465   | 528   | 1008  | 662   | 640   | 627   | 614   | 535   | 531   | 517   | 524   | 519   | 483   |
| Annuité en €/Hab                             | 139   | 143   | 153   | 148   | 150   | 131   | 118   | 142   | 125   | 127   | 127   | 139   | 258   | 164   | 151   | 132   | 129   | 111   | 108   | 105   | 108   | 107   | 101   |
| -------------------------------------------- | ----- | ----- | ----- | ----- | ----- | ----- | ----- | ----- | ----- | ----- | ----- | ----- | ----- | ----- | ----- | ----- | ----- | ----- | ----- | ----- | ----- | ----- | ----- |
| Sources des données : Ministère des finances |       |       |       |       |       |       |       |       |       |       |       |       |       |       |       |       |       |       |       |       |       |       |       |

### Charges de personnel
Charges de personnel de 2007-2023
| Sources des données : Ministère des finances |

## Jumelages
- Kalchreuth (Allemagne) depuis 1993.

La Chapelle-des-Fougeretz est jumelée avec la commune de Kalchreuth (3 033 habitants), en Allemagne, non loin de Nuremberg. Par ce jumelage, les deux communes sont étroitement liées et procèdent ainsi à des échanges scolaires, sportifs, culturels ou sociaux.
- Lechlade (Royaume-Uni)

Depuis 1997, la commune est jumelée avec la ville de Lechlade (3 139 habitants), au Royaume-Uni, dans le district de Cotswold, comté du Gloucestershire. La ville est située non loin de Swindon et Oxford. Lechlade est l'un des plus hauts points navigables de la Tamise. Le jumelage est animé par l'association communale TY TIME.

## Population et société

### Démographie
L'évolution du nombre d'habitants est connue à travers les recensements de la population effectués dans la commune depuis 1793. Pour les communes de moins de 10 000 habitants, une enquête de recensement portant sur toute la population est réalisée tous les cinq ans, les populations de référence des années intermédiaires étant quant à elles estimées par interpolation ou extrapolation. Pour la commune, le premier recensement exhaustif entrant dans le cadre du nouveau dispositif a été réalisé en 2005.
En 2022, la commune comptait 4 603 habitants, en évolution de −4,1 % par rapport à 2016 (Ille-et-Vilaine : +5,46 %, France hors Mayotte : +2,11 %).
| 1793 | 1800 | 1806 | 1821 | 1831 | 1836 | 1841 | 1846 | 1851 |
| ---- | ---- | ---- | ---- | ---- | ---- | ---- | ---- | ---- |
| 682  | 716  | 746  | 794  | 750  | 727  | 642  | 691  | 701  |

| 1856 | 1861 | 1866 | 1872 | 1876 | 1881 | 1886 | 1891 | 1896 |
| ---- | ---- | ---- | ---- | ---- | ---- | ---- | ---- | ---- |
| 708  | 683  | 687  | 678  | 704  | 683  | 670  | 657  | 650  |

| 1901 | 1906 | 1911 | 1921 | 1926 | 1931 | 1936 | 1946 | 1954 |
| ---- | ---- | ---- | ---- | ---- | ---- | ---- | ---- | ---- |
| 637  | 642  | 603  | 547  | 566  | 518  | 516  | 551  | 580  |

| 1962 | 1968 | 1975  | 1982  | 1990  | 1999  | 2005  | 2006  | 2010  |
| ---- | ---- | ----- | ----- | ----- | ----- | ----- | ----- | ----- |
| 548  | 644  | 1 077 | 1 791 | 2 513 | 3 306 | 3 576 | 3 538 | 3 944 |

| 2015  | 2020  | 2022  | - | - | - | - | - | - |
| ----- | ----- | ----- | - | - | - | - | - | - |
| 4 806 | 4 628 | 4 603 | - | - | - | - | - | - |

### Sport

#### Associations sportives
- Badminton – Le Volant Chapellois (LVC)
- Basket ball – Amicale Laïque du Basket Chapellois (ALBC)
- Course à pied – L'échappée des Fougeretz[43]
- Cyclotourisme – Cyclo club Chapellois[44]
- Football – Football Club la Chapelle des Fougeretz
- Gymnastique – Activ'Fougeretz[45]
- Handball – CMG sur Ille[46]
- Judo Jujitsu Taïso – Dojo La Chapelle des Fougeretz[47]
- Marche nordique – Les Bâtons dynamiques Chapellois
- Modélisme – Av'HelBat[48]
- Multisports – Entente Sportive Chapelloise[49]
- Multisports – Le Sport au pluriel
- Tennis – Tennis Club Chapellois
- Tennis de table – ACSL
- Volley Ball – ACSL

#### Équipements sportifs & Culturels
- Médiathèque "Au Pré Vert"
- Pole Socioculturel en construction. Livraison attendue fin 2024.
- Terrains extérieurs:
  - Un court de Tennis
  - Un terrain de basket-ball, derrière la salle multisport.
  - Un CityStade et des jeux pour enfants, crée en 2019, en bordure de l'étang du Matelon
  - Un terrain de pétanque, déplacé à l'étang du Matelon
- Le Stade Léo Lagrange : 4 terrains de Football éclairés, vestiaires, tribune
- Salle de jeux de raquettes et de sport de combat : Tennis, Badminton, Judo, Jujitsu, Taïso
- Salle multisports : Basket-Ball, tennis de table, volley-ball, gym volontaire, handball

## Économie
La Chapelle-des-Fougeretz est au cœur d'une zone économique dynamique et en pleine expansion[réf. souhaitée] :
- La Route du Meuble qui traverse la commune ;
- Saint-Grégoire, zone tertiaire Alphasis, et centres commerciaux E. Leclerc et Super U ;
- Pacé, son centre commercial Opéra et sa grande surface Ikea ;
- La Mézière et l'espace commercial Cap Malo (Méga CGR 12 salles, bowling center 24 pistes, soccer six terrains (football à 5 contre 5), karting 700 mètres, Castorama, Jardiland, et de nombreux restaurants : Le bistrot de nos terroirs, Ker Soazig, Buffalo Grill, Canadian Steak House, McDonald's, Tablapizza, Burger King, et un hôtel Escale Océania 3 étoiles.

D'autre part la commune possède quatre zones d'activités :
- ZA Les Longrais ;
- ZA La Brosse: Station service Total, Boulangerie, Restaurant Le Réverbère, Garage Moraine ;
- ZA La Croix Rouge ;
- ZA du Haut Danté.

## Culture et patrimoine

### Lieux et monuments
On ne trouve aucun monument historique protégé à La Chapelle-des-Fougeretz. Selon la base Mérimée, il y a cependant 81 bâtiments inventoriés. La base Glad du conseil régional possède 178 fiches d'inventaire sur la commune.
- L'église Saint-Joseph, œuvre d'Arthur Regnault, date du XIXe siècle, de style néo-roman, entièrement rénovée en 2006-2007[52],[53],[54].
- Le Manoir du Haut Plessix (lieu dit Le Haut-Plessis), dit aussi le Plessis Beaucé, est mentionné dès 1388, il relevait directement du roi. C´est une grande maison, de plan en T, à toit élevé, conservant une belle porte avec une archivolte en accolade dont l´extrados est orné de six choux frisés et d´un fleuron à trois lobes ; un quadrupède et un dragon soutiennent l´archivolte ; au-dessous de celle-ci se voit un écusson en pointe aux armes des de Beaucé (un aigle barré aux ailes déployées), possesseurs du manoir au 15e et 16e siècles[55].
- Le Logis-Porche, ou bâtiment-porche, en pans de bois et torchis, construit à partir du XVème siècle. Patrimoine BZH.
- Une croix de cimetière du XVe siècle se trouve place de l'église[56].
- Le pont « romain » contrairement à ce que laisse penser son nom, date du XVe siècle. Le pont enjambe le ruisseau en contrebas du double temple gallo-romain ayant fonctionné du ier siècle, des termes, et des vestiges du village fouillé par l'INRAP en 2022.
- Le jardin marocain de 2 000 m2, réalisé par  les employés communaux et des bénévoles, en ce qui concerne l'aménagement du terrain. Trois artisans de Fès étant venus sur place réaliser les zélliges (mosaïques des chemins d'eau et entourage de la fontaine)[57].

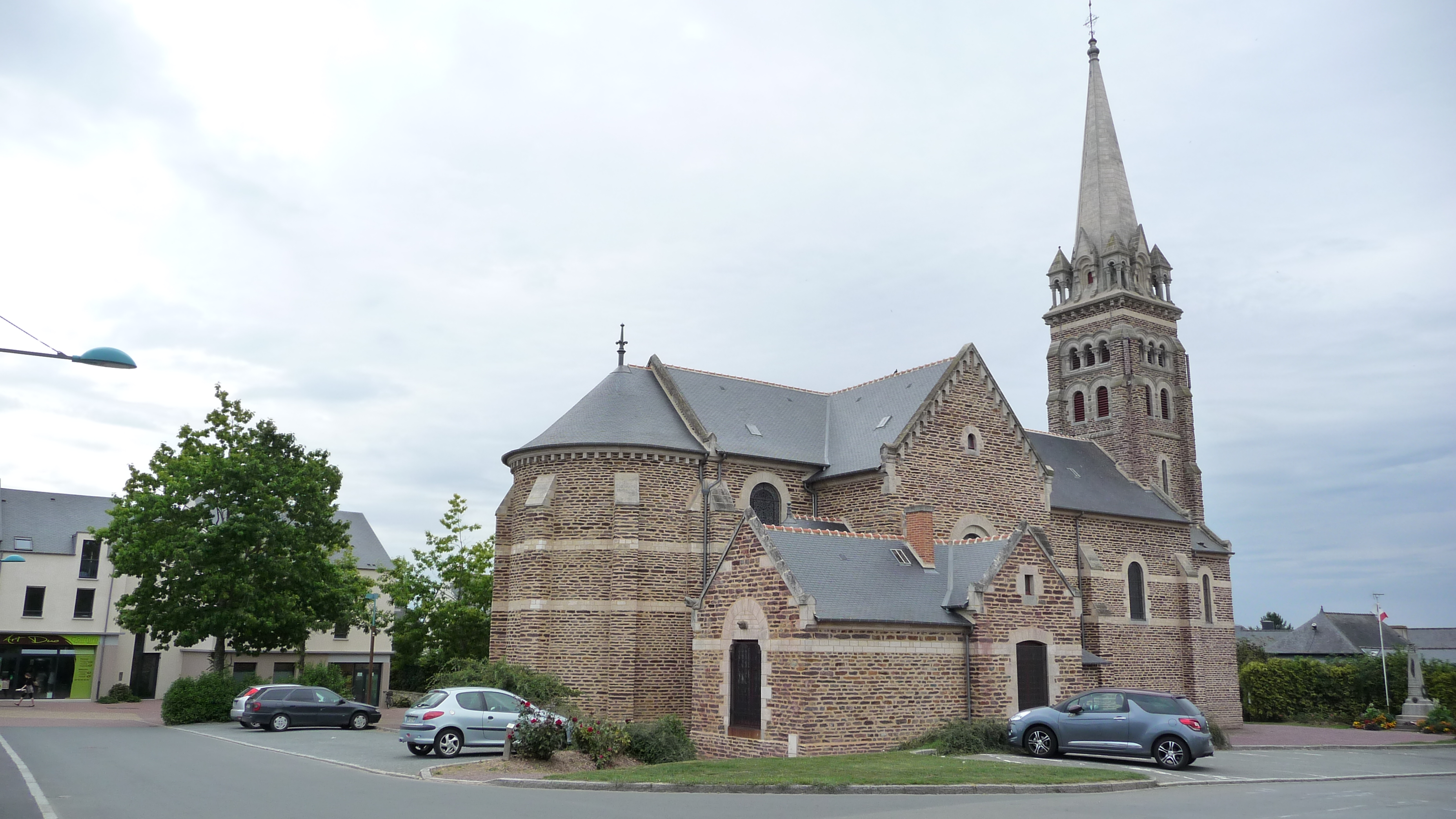
L'église paroissiale Saint-Joseph.
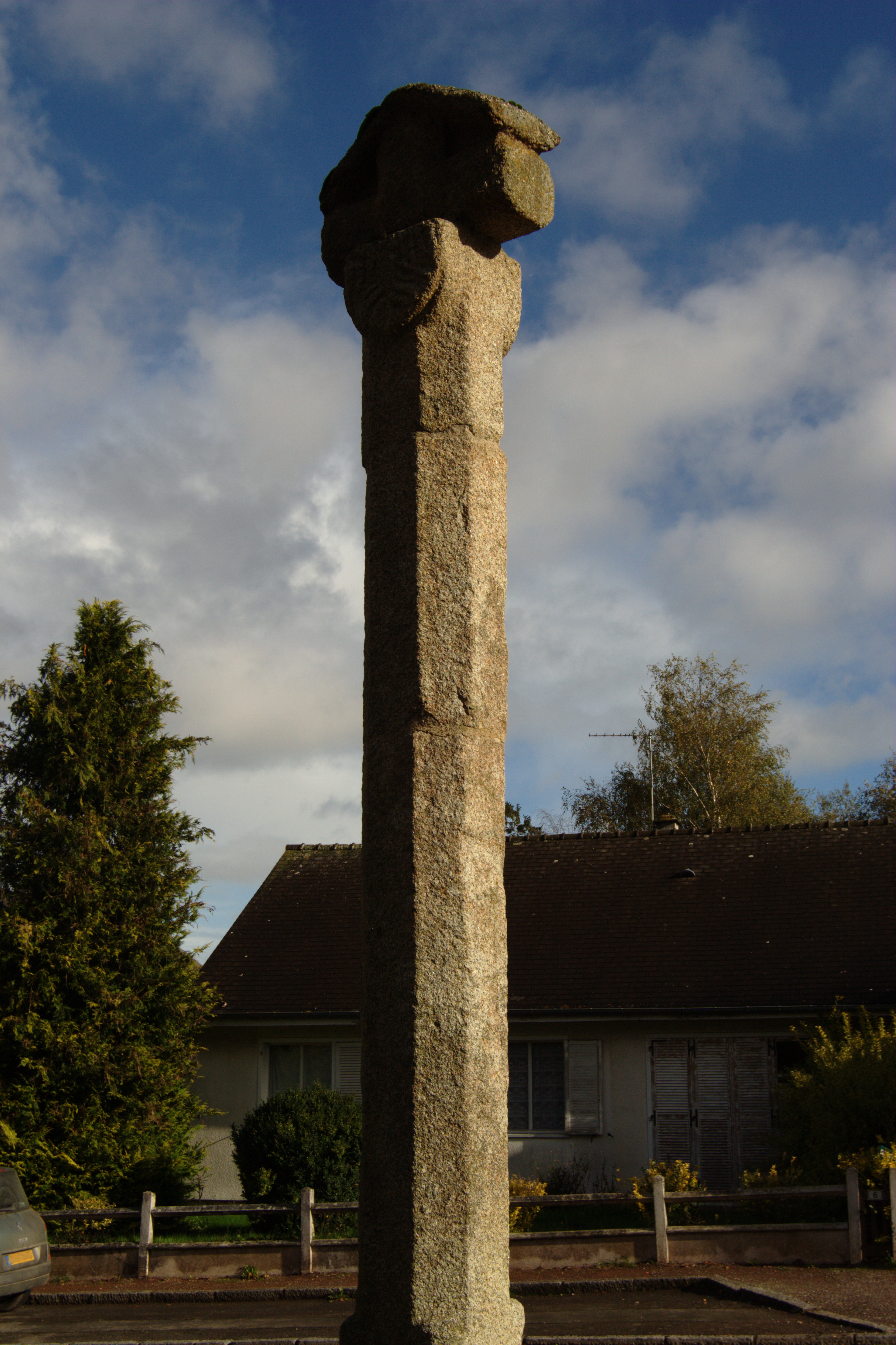
La croix de cimetière du XVe siècle près de l'église.
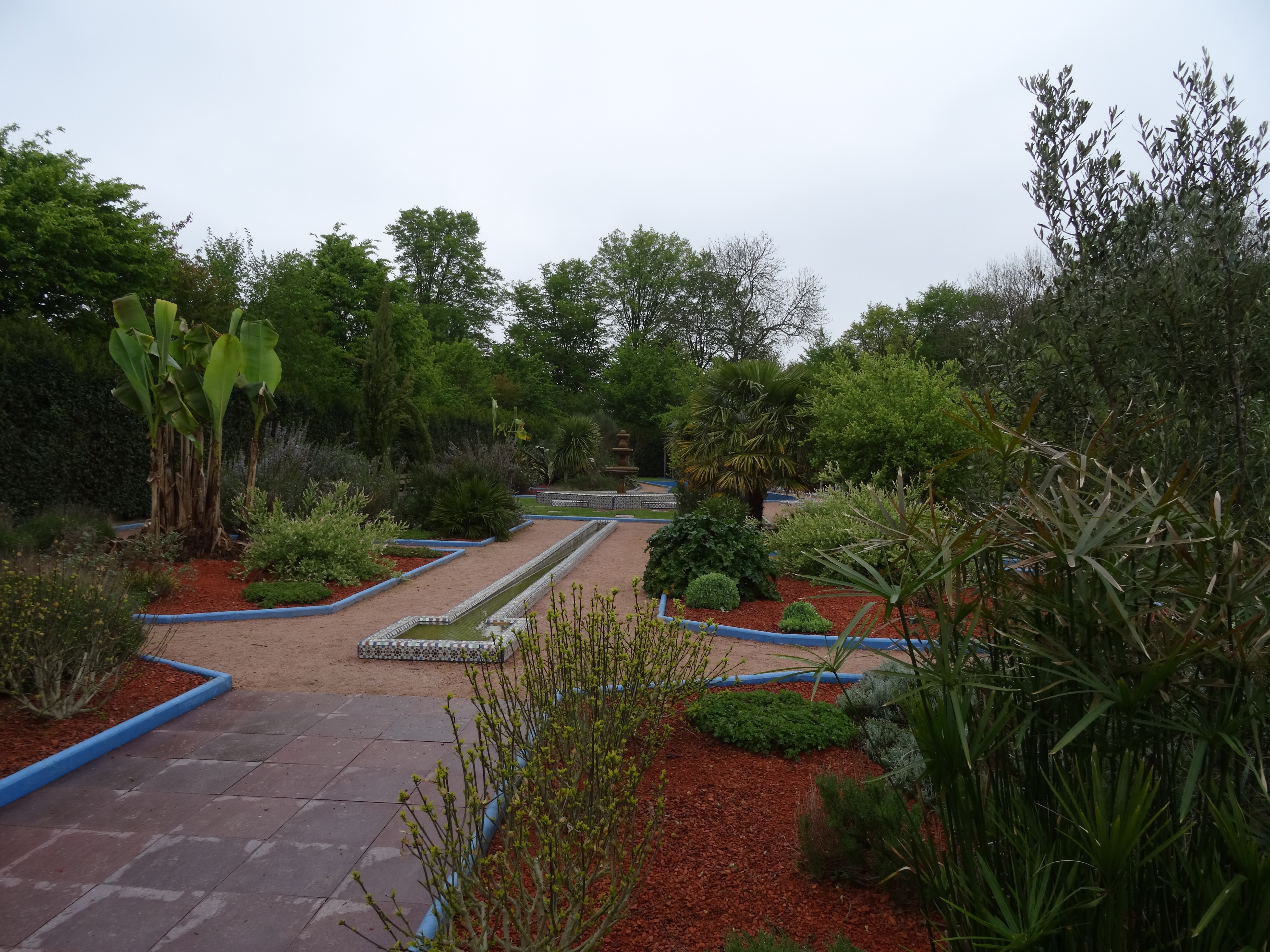
Le jardin marocain.

### Activité et manifestations
- Depuis 1997, la fête des confitures, organisée  chaque année le premier dimanche de septembre à l'étang du Matelon[58]
- Depuis 2000, l'Échappée Nature, course pédestre organisée par l'échappée des fougeretz[59]
- Depuis 2022, concours de photographie amateur organisé par la commune[60].

### Logotype

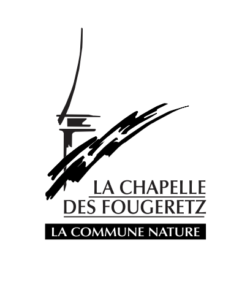
Logo La Chapelle des Fougeretz

### Héraldique
| Armes de La Chapelle-des-Fougeretz | Les armes de La Chapelle-des-Fougeretz se blasonnent ainsi : d'argent à la bande d'azur chargée de quatre besants d'or. |